# 叶青 (中共中央候补委员)
叶青（1933年6月—），江苏苏州人，中国共产党及中华人民共和国官员、高级工程师。

## 生平
1953年毕业于淮南煤矿工业专科学校（合肥工业大学的前身）。1953年到1982年，历任鸡西矿务局技术员、工程师、副局长、总工程师。1982年3月到1986年，任中华人民共和国煤炭工业部副部长兼总工程师、党组副书记。1986年到1988年，任中华人民共和国国家经济委员会副主任、党组成员。1988年到1990年，任中华人民共和国国家计划委员会副主任兼国务院生产委员会主任、党组成员。1990年到1998年，任中华人民共和国国家计划委员会常务副主任、党组副书记。1998年到2003年，任神华集团有限责任公司董事长、党组书记。1999年2月到2000年12月，兼任神华集团有限责任公司总经理。2009年5月，当选为中国石化第四届董事会独立非执行董事。
他是中国共产党第十四届中央委员会候补委员，第九届、十届全国政协常委。第十届全国政协人口资源环境委员会副主任。